# Championnat panaméricain masculin de handball 2008
Navigation
Brésil 2006 Chili 2010
La 13e édition du Championnat panaméricain masculin de handball  s'est déroulé à São Carlos, au Brésil, du 24 au 28 juin 2008
Le Brésil remporte la compétition pour la deuxième fois et se qualifie pour le championnat du monde 2009 en compagnie de l'Argentine, vice-champion, et de Cuba, troisième.

## Déroulement de la compétition
Chaque équipe affronte les autres de son groupe. Une fois les matches de groupe joués, le premier du groupe A affronte le second du groupe B (1), et vice-versa (2) et le troisième du groupe A affronte le quatrième du groupe B (3) et vice-versa (4). Enfin, la vainqueur du match (1) affronte le vainqueur du match (2), les perdants s'affrontent, et le même schéma est suivi pour les matches (3) et (4).
La République dominicaine a déclaré forfait.

## Premier tour

### Groupe A
|   | Équipe    | Pts | J | G | N | P | Bp | Bc | Diff |
| - | --------- | --- | - | - | - | - | -- | -- | ---- |
| 1 | Argentine | 6   | 3 | 3 | 0 | 0 | 93 | 62 | 31   |
| 2 | Chili     | 4   | 3 | 2 | 0 | 1 | 84 | 87 | -3   |
| 3 | Groenland | 1   | 3 | 0 | 1 | 2 | 70 | 82 | -12  |
| 4 | Canada    | 1   | 3 | 0 | 1 | 2 | 58 | 74 | -16  |

| 24 juin | Argentine | 36 - 25 | Chili     |
| 24 juin | Groenland | 20 - 20 | Canada    |
| 25 juin | Groenland | 28 - 31 | Chili     |
| 25 juin | Argentine | 26 - 15 | Canada    |
| 26 juin | Chili     | 28 - 23 | Canada    |
| 26 juin | Argentine | 31 - 22 | Groenland |

### Groupe B
|   | Équipe                 | Pts | J | G | N | P | Bp | Bc | Diff |
| - | ---------------------- | --- | - | - | - | - | -- | -- | ---- |
| 1 | Brésil                 | 4   | 2 | 2 | 0 | 0 | 71 | 34 | 37   |
| 2 | Cuba                   | 2   | 2 | 1 | 0 | 1 | 49 | 57 | -8   |
| 3 | Uruguay                | 0   | 2 | 0 | 0 | 2 | 37 | 66 | -29  |
| 4 | République dominicaine | 0   | 0 | 0 | 0 | 0 | 00 | 00 |      |

| 24 juin | Brésil | 38 - 13 | Uruguay |
| 25 juin | Cuba   | 28 - 24 | Uruguay |
| 26 juin | Brésil | 33 - 21 | Cuba    |

## Matchs de classement 5 à 7
|  | Barrage | Barrage   | Barrage | Barrage |              |    | Match pour la 5e place | Match pour la 5e place | Match pour la 5e place | Match pour la 5e place |
|  |         |           |         |         |              |    |                        |                        |                        |                        |
|  |         |           |         |         |              |    | 28 juin 2008           |                        |                        |                        |
|  |         |           |         |         |              |    |                        |                        |                        |                        |
|  |         |           |         |         |              |    |                        |                        |                        |                        |
|  |         |           |         |         |              |    |                        |                        |                        |                        |
|  | 3A      | Groenland | 28      | 28      |              |    |                        |                        |                        |                        |
|  | 3A      | Groenland | 28      | 28      | 27 juin 2008 |    |                        |                        |                        |                        |
|  |         |           | 3B      | Uruguay | 21           | 21 |                        |                        |                        |                        |
|  | 3B      | Uruguay   | 3B      | Uruguay | 21           | 21 | 23                     | 23                     |                        |                        |
|  | 3B      | Uruguay   |         |         |              |    |                        | 23                     |                        |                        |
|  | 4A      | Canada    | 21      | 21      |              |    |                        |                        |                        |                        |
|  | 4A      | Canada    | 21      | 21      |              |    |                        |                        |                        |                        |

## Phase finale
|  | Demi-finales | Demi-finales |                        |    | Finale       | Finale       |
|  | Demi-finales | Demi-finales |                        |    | Finale       | Finale       |
|  |              |              |                        |    |              |              |
|  | 27 juin 2008 | 27 juin 2008 |                        |    | 28 juin 2008 | 28 juin 2008 |
|  | 27 juin 2008 | 27 juin 2008 |                        |    | 28 juin 2008 | 28 juin 2008 |
|  | Argentine    | 33           |                        |    | 28 juin 2008 | 28 juin 2008 |
|  | Argentine    | 33           |                        |    | 28 juin 2008 | 28 juin 2008 |
|  | Cuba         | 32           |                        |    | 28 juin 2008 | 28 juin 2008 |
|  | Cuba         | 32           | Argentine              | 24 |              |              |
|  | 27 juin 2008 |              | Argentine              | 24 |              |              |
|  |              | Brésil       | 27                     |    |              |              |
|  | Brésil       | Brésil       | 27                     | 26 |              |              |
|  | Brésil       |              |                        | 26 |              |              |
|  | Chili        | 22           |                        |    |              |              |
|  | Chili        | 22           | Match pour la 3e place |    |              |              |
|  |              |              |                        |    |              |              |
|  | 28 juin 2008 |              |                        |    |              |              |
|  |              |              |                        |    |              |              |
|  | Cuba         | 37           |                        |    |              |              |
|  | Cuba         | 37           |                        |    |              |              |
|  | Chili        | 30           |                        |    |              |              |
|  | Chili        | 30           |                        |    |              |              |

## Classement final
| Rang                         | Pays      |
| ---------------------------- | --------- |
| Médaille d'or, Amérique      | Brésil    |
| Médaille d'argent, Amérique  | Argentine |
| Médaille de bronze, Amérique | Cuba      |
| 4                            | Chili     |
| 5                            | Groenland |
| 6                            | Uruguay   |
| 7                            | Canada    |

Les trois premières équipes sont qualifiées pour le championnat du monde 2009.

## Statistiques
| Rang | Joueur               | Équipe    | Buts |
| ---- | -------------------- | --------- | ---- |
| 1    | Emil Feuchtmann (en) | Chili     | 34   |
| 2    | Francisco Chacana    | Chili     | 27   |
| 2    | Minik Dahl Høegh     | Groenland | 27   |
| 4    | Andrés Kogovsek (en) | Argentine | 25   |
| 5    | Frankis Carol Marzo  | Cuba      | 24   |